# Kohlsia campaniger
Kohlsia campaniger är en loppart som först beskrevs av Jordan 1931.  Kohlsia campaniger ingår i släktet Kohlsia och familjen fågelloppor. Inga underarter finns listade i Catalogue of Life.